# Giuseppe Giacomantonio
Giuseppe Giacomantonio (Cosenza, 1º maggio 1905 – Cosenza, 28 marzo 1978) è stato un compositore italiano.

## Biografia
Figlio di Stanislao, musicista già noto ed affermato, trascorse la sua prima infanzia in un ambiente artistico di primo piano. Ben presto si delineò la sua inclinazione per la composizione. All'età di nove anni fece tali progressi per cui non gli fu difficile creare composizioni spontanee . Il 26 novembre 1923, Giuseppe, appena diciottenne, dovette assumersi l'onere del sostentamento della famiglia, composta dalla madre e dai due fratelli minori.
L'anno successivo si diplomò presso il Conservatorio Santa Cecilia di Roma con il maestro Ottorino Respighi, il quale, avendo notato le sue spiccate qualità di musicista, volle introdurlo nell'ambiente artistico della Capitale. In tale occasione ebbe modo di conoscere molti noti musicisti dell'epoca tra cui Giacomo Setaccioli, Domenico Alaleona, nonché i conterranei Francesco Mantica e Alfonso Rendano.
All'età di 20 anni conseguì l'abilitazione all'insegnamento di Musica e Canto Corale nelle scuole pubbliche, ottenendo subito una supplenza nelle Scuole Normali di Cosenza. Nel 1928 vinse il concorso a cattedra, risultando secondo nella graduatoria nazionale
In questo periodo si dedicò soprattutto alla composizione polifonica e strumentale, specie di carattere religioso. Allo stesso tempo formò e diresse complessi corali con i quali si affermò in numerosi concorsi nazionali. Fondò e diresse anche un trio di violino, violoncello e pianoforte con il quale si dedicò alla divulgazione di musica cameristica di autori del Seicento, Settecento e Ottocento.
Nel 1966 istituì, nella sua città, un Liceo Musicale che, regolarmente autorizzato dal Ministero della pubblica istruzione, iniziò la sua attività il 1º ottobre di quell'anno.
Nel 1970 fu incaricato dal Ministro della pubblica istruzione dell'epoca a dirigere, sin dalla sua fondazione, il Conservatorio di Musica cosentino, intitolato al padre Stanislao.
La sua produzione musicale comprende: composizioni per orchestra a carattere profano e religioso; trascrizioni, elaborazioni e nuove strumentazioni di composizioni di vari autori (Sgambati, Donizetti, Fryderyk Chopin, Perosi ed altri); liriche e romanze per canto e pianoforte; composizioni per solo pianoforte; composizioni per pianoforte a quattro mani; composizioni per violino e pianoforte; composizioni per flauto e pianoforte; composizioni per trio, quartetto, quintetto e strumenti a fiato; composizioni corali a carattere religioso; composizioni corali a carattere profano e dialettale; composizioni corali a carattere patriottico; musica leggera ed opere didattiche.